# La Lucha, Candelaria
La Lucha är en ort i Mexiko.   Den ligger i kommunen Candelaria och delstaten Campeche, i den sydöstra delen av landet, 800 km öster om huvudstaden Mexico City. La Lucha ligger 32 meter över havet och antalet invånare är 118.
Terrängen runt La Lucha är platt. Runt La Lucha är det glesbefolkat, med 11 invånare per kvadratkilometer. Närmaste större samhälle är El Triunfo, 18,2 km söder om La Lucha. Trakten runt La Lucha består till största delen av jordbruksmark.